# Camarhynchus
Camarhynchus Gould, 1837 è un genere di uccelli passeriformi appartenenti alla famiglia Thraupidae.

## Tassonomia
Il genere comprende le seguenti specie:
- Camarhynchus psittacula Gould, 1837
- Camarhynchus pauper Ridgway, 1890
- Camarhynchus parvulus (Gould, 1837)
- Camarhynchus pallidus (Sclater & Salvin, 1870)
- Camarhynchus heliobates (Snodgrass & Heller, 1901)